# Chálid Maš'al
Chálid Maš'al (někdy také Chálid Miš'al, arabsky خالد مشعل‎, * 28. května 1956) je bývalý vůdce palestinské organizace Hamás.
Po založení Hamásu v roce 1987 se stal vůdcem kuvajtské pobočky organizace. V roce 1992 se stal zakládajícím členem politbyra Hamásu a jeho předsedou. Uznávaným šéfem Hamásu se stal poté, co Izrael na jaře 2004 zavraždil šejka Ahmeda Jásina i jeho nástupce Abd al-Azíze ar-Rantísího. Pod jeho vedením Hamás ohromil svět ziskem většiny křesel v palestinských parlamentních volbách v roce 2006. Z funkce předsedy politbyra Hamásu odstoupil na konci svého funkčního období v roce 2017.
Šestidenní válka v roce 1967 donutila Maš'alovu rodinu uprchnout ze Západního břehu Jordánu a on od té doby žil v jiných částech arabského světa v exilu. Z tohoto důvodu byl považován za součást „vnějšího vedení“ Hamásu.
Po zabití Haníji a Sinvára během války Izraele s Hamásem bylo v říjnu 2024 vedení hnutí rozděleno mezi pět členů exilového prozatímního výboru. Ti oznámili společnou vládu až do řádného sněmu strany v březnu 2025. Členy výboru byli: Chálid Maš'al, Chalíl Hajjá, Záhir Džabarin, Muhamed Ismáíl Darviš a jeden nejmenovaný člen.

## Názory
Domnívá se, že politika USA na Blízkém východě je pokrytecká a že v ní nejde o demokracii. Spojené státy nemají problém s diktátorem, který podporuje USA, ale s demokratickým vůdcem, který je proti nim, se zachází jako s nepřítelem, tvrdí.

## Vnímání
V roce 2010 byl uveden na 18. místě seznamu „50 nejvlivnějších osobností světa 2010“ britského časopisu New Statesman. Po vystoupení, které měl Chálid Maš'al na sjezdu turecké Strany spravedlnosti a rozvoje (AKP), byly USA znepokojeny vztahy mezi stranou AKP a Hamásem.

#### Rozhovory
RABBANI, Mouin. A Hamas Perspective on the Movement's Evolving Role: An Interview with Khalid Mishal: Part II. S. 59–81. Journal of Palestine Studies [online]. Institute for Palestine Studies, 2008 [cit. 2021-12-22]. Roč. 37, čís. 4, s. 59–81. Dostupné online.